# Ricote
Ricote est une commune d'Espagne de la communauté autonome de Murcie. Elle s'étend sur 144 km2 et comptait environ 1 456 habitants en 2011.